# François Gabriel Simon
Pour les articles homonymes, voir Simon.
François Gabriel Simon est un homme politique français né le 25 octobre 1768 à Metz (Moselle) et décédé le 27 mai 1834 au même lieu.
Commerçant, puis banquier à Metz, il est conseiller d'arrondissement, conseiller général, membre de la chambre de commerce et député de la Moselle de 1818 à 1830, siégeant à droite. Il vote contre l'adresse des 221 et n'est pas réélu aux élections suivantes, en juin 1830.

## Sources
- « François Gabriel Simon », dans Adolphe Robert et Gaston Cougny, Dictionnaire des parlementaires français, Edgar Bourloton, 1889-1891 [détail de l’édition]